# 앙겔라 빙클러
앙겔라 빙클러(Angela Winkler, 1944년 7월 2일 ~ )는 독일의 배우이다.

## 출연 작품
- 서스페리아 (2018)
- 위 아 파인 (2015)
- 클라우즈 오브 실스마리아 (2014)
- 헬 (2011)
- 레나 (2007)
- 휴가 (2007)
- 하우스 오브 슬리핑 뷰티스 (2006)
- 베니의 비디오 (1992)
- 쉬어 매드니스 (1983)
- 전쟁과 평화 (1983)
- 단톤 (1982)
- 더 걸 프롬 로렌 (1981)
- 나이프 인 더 해드 (1979)
- 양철북 (1979)
- 독일의 가을 (1978)
- 카타리나 블룸의 잃어버린 명예 (1975)